# أنطوان إيفرت
أنطوان إيفرت (بالإنجليزية: Antoine Everett)‏ هو لاعب كرة قدم أمريكية أمريكي، ولد في 16 نوفمبر 1991.